# 賴建忠紀念碑
24°37′58″N 121°47′32″E / 24.632712°N 121.792131°E
賴建忠紀念碑，位於臺灣宜蘭縣冬山鄉冬山國中，係紀念1994年為拯救溺水同學而殉身的賴建忠。

## 由來
1994年6月29日下午1點多，賴建忠與同班同學林文凱及鄭宗宇去冬山鄉安平村大埤戲水。途中，林文凱不慎落水。當時賴建忠在外褲卻尚未脫掉下，便奮不顧身地跳入水中，奮力把林文凱拉上岸，自己卻體力不繼落入水中。鄭宗宇、林文凱便向附近民眾求救、報案。下午2點許，消防人員及急難搜救人員立刻展開打撈。當賴建忠父親賴漢金抵達現場大約5分鐘後，才把賴建忠打撈上來，送羅東聖母醫院急救已不治。
賴建忠為家中獨子，有三個姊姊。次日上午，冬山國中舉行朝會時，全校師生在校長許明欽的領導下，默哀一分鐘。事後，作為慈濟資深會員的母親難以相信，平日作善事，為什麼還遭到這種事。9月，賴建忠家屬、冬山國中家長會及校方多次研商，最後決定在冬山國中活動中心旁建碑，並由美術老師黃明輝設計造型。因賴家平日喜歡到海邊撿奇石，賴漢金特別挑選石頭，交由家長會副會長賴耀南雕刻成雙手捧石的形象，以象徵兒子的捨己救人。建設經費由該校師生捐款及學校仁愛基金提供新台幣10萬元，縣府負擔6萬元。賴漢金致贈10萬元給冬山國中，做為畢業同學的獎學金。
1995年6月21日上午8點舉行落成典禮時，十位二年級同學朗誦陳良欽老師撰文的碑文，隨後賴建忠同班四位同學手持紅布，由縣長游錫堃致詞，教育局長莊和雄、省議員劉守成夫人田秋堇、冬山鄉長林定國、冬山鄉代會副主席游祥德、慈濟功德會會員、冬山國中學生等一百多人前來觀禮。次月，賴漢金夫妻前往花蓮縣，向證嚴法師陳述傷痛，尋求安慰。
在宜蘭同樣救溺身亡被建碑的還有吳振立。